# 중국의 불교
중국의 불교(中國의 佛敎, Chinese Buddhism), 중국불교(中國佛敎) 또는 한전불교(漢傳佛敎, 중국어 간체자: 汉传佛教, 병음: Hànchuán Fójiào)는 중국에서 전개된 불교를 가리킨다.
중국에 불교가 전래된 것은 서력기원 전후였으며, 처음 전해진 불교는 인도 불교가 아닌 서역 불교였다. 후한(後漢: 25~220) 말인 2세기 후반에는 서역과 인도에서 온 역경승들에 의해 불경이 한역되기 시작하면서 불교는 중국에서 확실한 기초를 형성하게 되었다.

## 불교 연표
| 연표: 불교 전통의 성립과 발전 (기원전 450년경부터 기원후 1300년경까지)                 |                         |          |                    |                          |                          |                          |                          |                          |               |               |               |
|                                                                                        |                         |          |                    |                          |                          |                          |                          |                          |               |               |               |
|                                                                                        | 450 BCE                 | 450 BCE  | 250 BCE            | 100 CE                   | 100 CE                   | 500 CE                   | 500 CE                   | 700 CE                   | 800 CE        | 800 CE        | 1200 CE       |
|                                                                                        |                         |          |                    |                          |                          |                          |                          |                          |               |               |               |
| 인도                                                                                   | 원시불교                |          |                    |                          |                          |                          |                          |                          |               |               |               |
| 인도                                                                                   | 원시불교                | 부파불교 | 부파불교           | 부파불교                 | 부파불교                 | 대승불교                 | 대승불교                 | 밀교·금강승              | 밀교·금강승   | 밀교·금강승   |               |
| 인도                                                                                   | 원시불교                | 부파불교 | 부파불교           | 부파불교                 | 부파불교                 |                          |                          |                          |               |               |               |
| 인도                                                                                   | 원시불교                |          |                    |                          |                          |                          |                          |                          |               |               |               |
| 인도                                                                                   | 원시불교                |          |                    |                          |                          |                          |                          |                          |               |               |               |
|                                                                                        |                         |          |                    |                          |                          |                          |                          |                          |               |               |               |
| 스리랑카 · 동남아시아                                                                  |                         |          | 상좌부 불교        | 상좌부 불교              |                          |                          |                          |                          |               |               |               |
| 스리랑카 · 동남아시아                                                                  |                         |          |                    |                          |                          |                          |                          |                          |               |               |               |
| 스리랑카 · 동남아시아                                                                  |                         |          |                    |                          |                          |                          |                          |                          |               |               |               |
|                                                                                        |                         |          |                    |                          |                          |                          |                          |                          |               |               |               |
| 중앙아시아                                                                             |                         |          | 그레코 불교        | 그레코 불교              | 그레코 불교              | 그레코 불교              |                          | 티베트 불교              | 티베트 불교   | 티베트 불교   | 티베트 불교   |
| 중앙아시아                                                                             |                         |          |                    |                          |                          |                          |                          | 티베트 불교              | 티베트 불교   | 티베트 불교   | 티베트 불교   |
| 중앙아시아                                                                             | 비단길을 통한 불교 전파 |          |                    |                          |                          |                          |                          | 티베트 불교              | 티베트 불교   | 티베트 불교   | 티베트 불교   |
|                                                                                        |                         |          |                    |                          |                          |                          |                          |                          |               |               |               |
| 동아시아 · 한·중·일                                                                    |                         |          |                    | 천태종 · 정토종 · 일련종 | 천태종 · 정토종 · 일련종 | 천태종 · 정토종 · 일련종 | 천태종 · 정토종 · 일련종 | 천태종 · 정토종 · 일련종 | 밀교 · 진언종 | 밀교 · 진언종 | 밀교 · 진언종 |
| 동아시아 · 한·중·일                                                                    |                         |          |                    | 천태종 · 정토종 · 일련종 | 천태종 · 정토종 · 일련종 | 천태종 · 정토종 · 일련종 | 천태종 · 정토종 · 일련종 | 천태종 · 정토종 · 일련종 |               |               |               |
|                                                                                        |                         |          |                    |                          |                          |                          |                          |                          |               |               |               |
|                                                                                        | 450 BCE                 | 450 BCE  | 250 BCE            | 100 CE                   | 100 CE                   | 500 CE                   | 500 CE                   | 700 CE                   | 800 CE        | 800 CE        | 1200 CE       |
| \| \| 범례: \| \| = 상좌부 불교 전통 \| \| = 대승불교 전통 \| \| = 밀교·금강승 전통 \| |                         |          |                    |                          |                          |                          |                          |                          |               |               |               |
|                                                                                        | 범례:                   |          | = 상좌부 불교 전통 |                          | = 대승불교 전통          |                          | = 밀교·금강승 전통       |                          |               |               |               |

## 수·당 이전

### 불교의 전래
전한(前漢: BC 206~AD 8) 시대 중국과 서역 여러 나라를 연결하는 동서 교역로가 개척되었는데, 이 교역로가 중국에 불교 전래되는 계기였다. 중국과 서역 연결한 교역로는 전한의 무제(武帝: 재위 BC 141~BC 87)가 처음 개척했는데, 결과적으로 이 교역로는 발달한 독자적인 문화를 이루던 두 지역인 중국과 인도를 연결하는 효과를 가져왔다.
유교나 브라만교는 민족 종교적인 색채가 강하여 국경을 넘어 다른 민족에게 전해지는 일이 별로 없었지만, 전통적인 브라만교를 비판하고 극복하며 탄생한 불교는 보편주의적 성격이 있었으므로 특정 나라나 민족에 얽매이지 않은 채 인근 여러 나라로 포교와 전도에 대단히 적극적이었다. 불교는 이미 기원전 250년경의 아쇼카왕(재위 BC 265~238 또는 273~232) 시대에 인도의 북쪽 국경을 넘어 전파되기 시작하였고, 그 후 차츰 중앙아시아의 사막에 흩어져 있던 다수의 오아시스 국가에도 들어갔다. 이에 따라 중국과 서역 사이 개통한 동서교역로 통한 불교의 중국 전파는 필연적으로 일어날 일이었다.
중국 옛 기록에는 서력기원 전후 불교 관련 기록들이 있다. 《삼국지(三國志)》의 〈위지(魏志) 서융전(西戎傳)〉에는 《위략(魏略)》을 인용하여, 전한(前漢: BC 206~AD 8) 말기의 애제(哀帝: 재위 BC 7~BC 1)의 원수(元壽: BC 2~BC 1) 원년인 BC 2년에, 박사제자(博士弟子)인 경로(景盧)가 대월지(大月氏)왕의 사자였던 이존(伊存)으로부터 부도경(浮屠經: 불경의 다른 말)을 구전(口傳)받았다고 전하고 있다. 또한 《후한서(後漢書)》에는 후한(後漢: 25~220) 명제(明帝)의 영평(永平: 58~75) 8년인 기원후 65년에 명제의 이복 동생인 초왕 유영이 그의 봉토인 팽성(彭城: 지금의 장쑤성 쉬저우 시)에서 "황제(黃帝)와 노자(老子)의 뜻이 깊은 말들을 읊조리고 부처의 인사(仁祠: 사찰의 다른 말)를 존중하며 상문(桑門: 승려 · 사문 · 출가자의 다른 말)과 우바새(優婆塞), 즉 승려와 재가신자를 존중하였다"는 기록이 있다.
비단길 통해 중국을 방문했던 대상(隊商)이나 사절(使節) 중에 불교 신자가 있었을 테고, 승려가 이들과 함께 온 일도 있었을 것이고, 둔황(敦惶) · 장안(長安) · 뤄양(洛陽) 등에 서력기원 전후로 불교가 서서히 전해졌을 것으로 보인다. 따라서 서역의 여러 나라의 불교가 이 동안에 중국에 전래된 것으로 생각되므로, 대략적인 시기가 아닌 특정한 연대를 결정한다는 것은 어려운 일이며 또한 그다지 유의미한 작업도 아니다. 당시 서역의 여러 나라들에서는 대승 불교와 소승 불교가 함께 행해지고 있었는데 당연히 인도 불교 그대로가 아니고 이른바 서역화된 불교였다. 중국에 처음 전해진 불교는 이러한 서역 불교였다.

### 불경의 한역

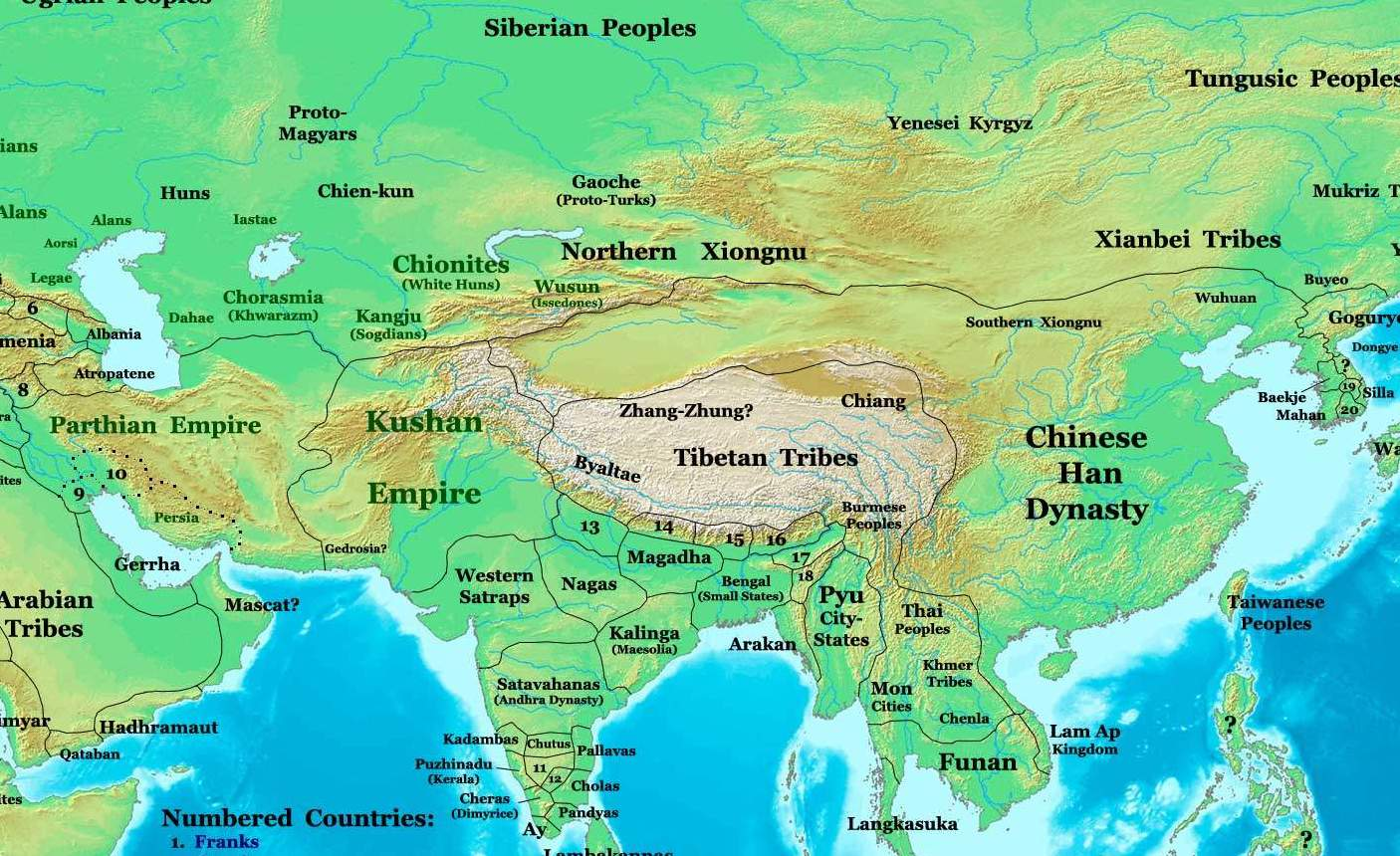
AD 200년의 파르티아(Parthian Empire: BC 238~AD 226)와 중국의 후한(後漢: 25~220)

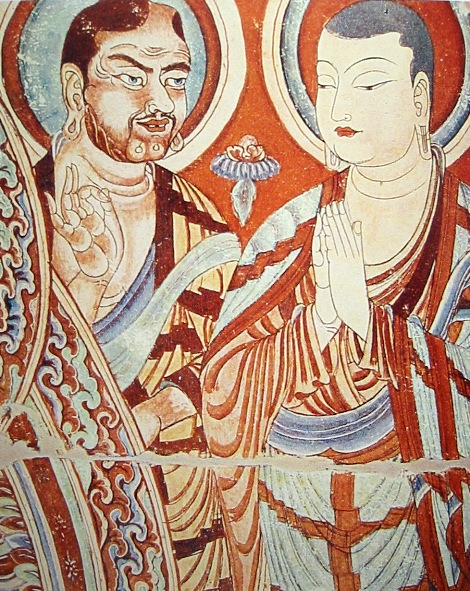
파란 눈의 서역(중앙아시아)의 승려와 동아시아의 승려: 베제클리크 천불동, 중국, 9~10세기

기원전 2년에 경로(景盧)가 불경을 구전으로 전수받았으며 기원후 65년에 초왕(楚王) 영(英)이 불교를 믿었다는 기록으로 볼 때 서력기원 전후로 불교가 중국에 전해졌다는 것을 알 수 있지만, 불교가 중국에서 확실한 토대를 잡기 시작한 것은 후한(後漢: 25~220) 말에 불경이 한문으로 번역되면서부터이다.
인도에서 성립된 불교 경전은 서역에 전해지고 다시 서역을 통해 중국으로 들어왔으며, 인도나 서역의 문자로 쓰여진 불교 경전이 한문으로 번역되기 시작하였다. 불교 경전이 한문으로 번역되기 시작한 것은 파르티아의 태자로 승려가 된 안세고(安世高: ?~168)와 인도의 쿠샨 왕조의 승려인 지루가참(支婁迦懺: fl. 167~186)에 의해서였다. 이 두 역경승이 중국에 온 것은 2세기 후반으로 후한(後漢: 25~220)의 환제(桓帝: 재위 146~167)와 영제(靈帝: 재위 168~189)의 시대였다. 이 두 역경승 외의 후한 시대의 역경자들로는 축불삭(竺佛朔: fl. 168~188) · 안현(安玄: fl. 181) · 지요(支曜: fl. 185) · 강거(康巨) · 강맹상(康猛詳) · 축대력(竺大力: fl. 197) · 담과(曇果) · 지량(支亮) · 엄불조(嚴佛調) 등이 있었다.
이 최초의 시기에서 역경자들이 불교 경전을 번역하는 데 얼마나 힘을 들였는가는 현존하는 그들의 번역경을 보면 알 수 있다. 생활양식과 사고방식이 인도인이나 서역인들과는 전혀 다른 중국인이 우여곡절을 거쳐서 불교를 이해할 수 있었던 것은 이들 외래의 역경자들 덕택이었다.
일반적으로 초기의 번역이 난해하고 딱딱한 것은 번역에 사용한 용어가 각각 다르고 번역된 문장의 형식이 고르지 않으며 음사어(音寫語)가 너무 많았기 때문이다. 그러나 이러한 결함은 후대의 역경자들에 의하여 차차 개선되어 가다가, 서역의 구자국 출신으로 후진(後秦: 384~417)에서 활동한 구마라습(鳩摩羅什: 344~413)과 당나라(618~907)의 현장(玄奘: 602~664)에 의하여 획기적인 번역이 이루어지면서 문제점들이 완전히 극복되었다.
불교의 중국 전래 초기에 포함되는 위진시대(魏晋時代: 220-420)에는 한역된 불교 경전에 기술되어 있는 사상이나 교리를 노장사상이나 유교사상 등의 전통 중국 사상의 개념을 적용하여 비교하고 유추함으로써 이해하려고 하는 격의불교(格義佛敎)가 성행했다. 격의불교는 한편으로는 중국에서 불교의 사상과 교리가 받아들여지고 이해될 수 있게 하며 불교가 토착화되게 하는 순기능을 하였으며 한편으로는 불교에 대한 참다운 이해에 도달하지 못하게 하는 역기능도 하였다. 격의불교의 역기능은 구마라습(鳩摩羅什: 344-413)이 불교 경전을 본래의 뜻에 맞게 바르게 번역한 이후로 비로소 극복되었다.
현장을 기점으로 하여 그 이전에 한역된 경전을 구역(舊譯)이라 부르고 그 이후에 한역된 경전을 신역(新譯)이라고 부르는데, 구역(舊譯)이라고 하면 특히 구마라습이 번역한 경전을 가리키는 경우가 많다.

### 교단의 형성

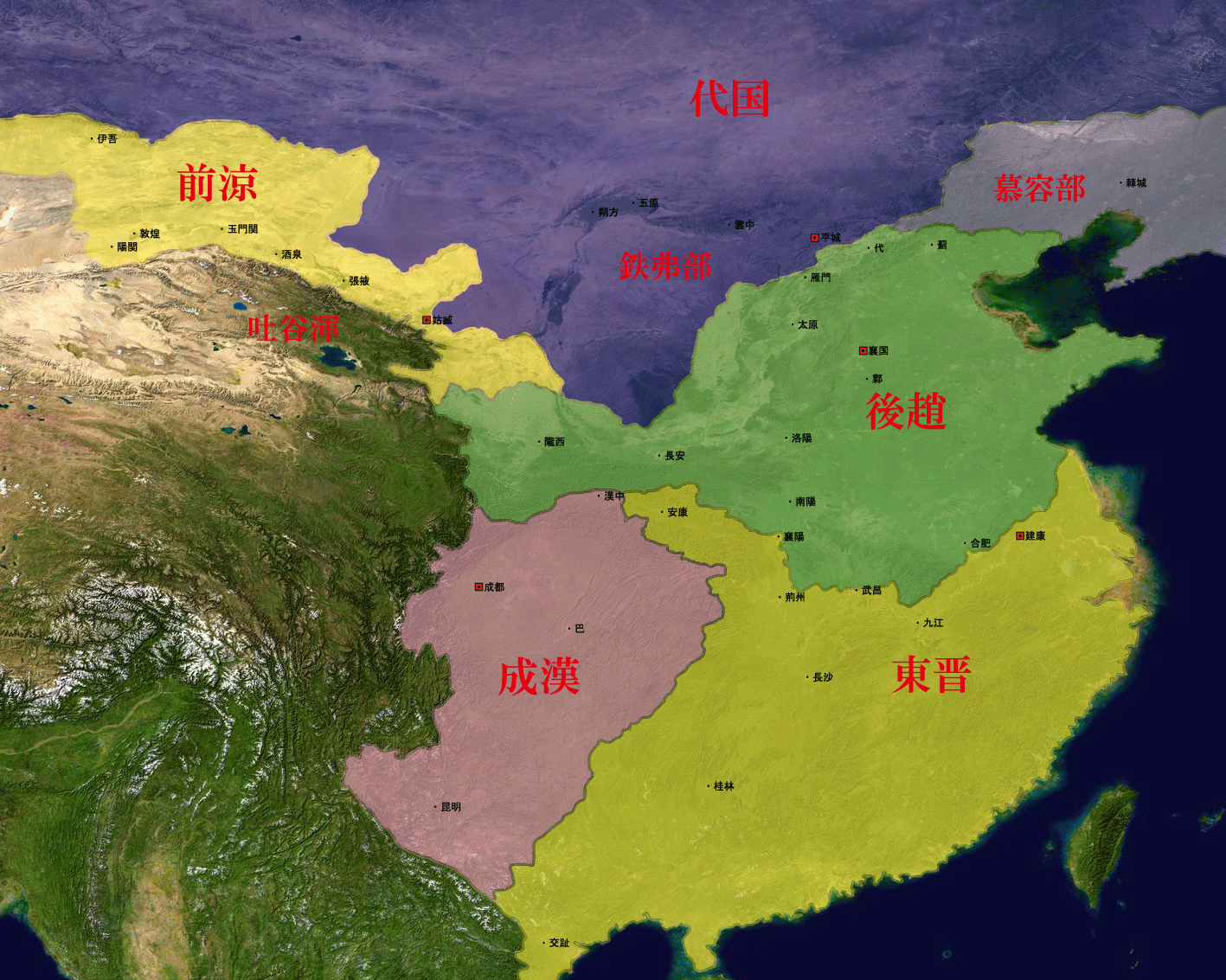
오호 십육국 시대(304~439) 중 후조(後趙: 319~351)와 동진(東晉: 317~420)

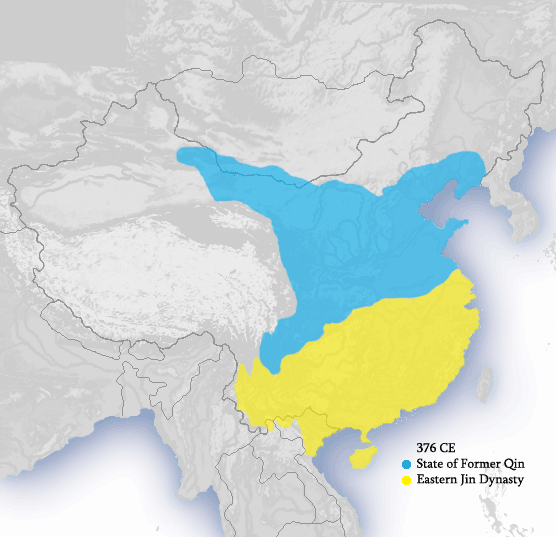
오호 십육국 시대(304~439) 중 376년의 전진(前秦: 351~394, 파란색)과 동진(東晉: 317~420, 노란색): 376년은 전진이 최대의 영토를 가진 때로 위의 지도에는 서역의 영토가 포함되어 있지 않다

중국의 불교는 불도징(佛圖澄: 233∼348)과 그의 제자인 도안(道安: 312∼385)의 활동에 의해 교단 체계를 갖추게 되었다.
불도징은 구자국(龜玆國) 출신의 서역의 승려로 310년(西晋의 永嘉 4)에 뤄양(洛陽)으로 와서 후조(後趙: 319~351) 시대에 활약하였다. 이후 그는 왕의 고문이 되어 군사와 정치에도 참여하여 문화수준이 낮은 북방민족을 불교문화와 신통력으로 이끌어나갔다. 후조의 왕 석륵(石勒)과 석호(石虎)로부터 절대적인 존경과 신임을 받아서 교단과 국가와의 관계가 밀접해졌으며 후조의 영토 안에서의 포교는 석씨(石氏)의 후원에 의하여 강력히 추진되었다. 335년 석호가 업(河南省 安陽縣)에 천도(遷都)하게 되어 그 뒤를 따랐으며 항상 계율의 엄수와 전도에 힘써 그때까지 허용되지 않았던 한인(漢人)의 출가를 허용하도록 꾀하였다. 제자로는 도안(道安) · 축법태(竺法汰) · 법화(法和) · 법상(法常) 등이 유명하며 하북불교(河北佛敎)를 융성하게 하였다. 불도징이 창건한 사원은 893개이고 그의 가르침을 받은 승려와 재가신자는 그 수가 1만명에 달했다고 한다. 그는 영가(永嘉)의 난이 있은 뒤 백성의 괴로움을 구하기 위하여 잔인스러운 맹장이었던 석륵(石勒)을 교화하고 불교를 널리 전파하는데 전력을 다하였다.
도안(道安: 312∼385)은 12세에 출가하여 불도징(佛圖澄)에 사사하였다. 스승이 죽은 후에는 그를 대신하여 많은 문하생을 지도하였으나 마침 전란시대여서 이 혼란을 피하기 위하여 할 수 없이 허베이(河北) · 산시(山西) · 허난(河南)의 여러 곳을 전전하면서 유랑하였다. 뒤에 혜원(慧遠) 등 400명의 문하생과 더불어 양양(襄陽: 湖北省)에 단계사(檀溪寺)를 짓고 엄숙한 구도와 연수를 위주로 하는 교단을 조직하여 국왕과 귀족으로부터 두터운 존경과 신임을 받았다. 379년에는 전진(前秦: 351~394)의 왕인 부견(符堅: 재위 357~385)의 초빙을 받아 장안에 가서 국가의 고문에 추대되었다. 이리하여 명실공히 불교계의 지도자로서 활약하게 되고, 특히 캐시미르 출신의 승가발징(僧伽跋澄) · 승가제바(僧伽提婆), 토카라국의 담마난제(曇摩難提) 등 외국승을 도와 소승경의 번역을 완성하였다. 그는 또한 그때까지 내려오던 격의불교(格義佛敎)의 오류를 반성하고 《반야경》의 이역(異譯)을 비교 대조함으로써 참다운 뜻에 이르도록 노력하였다. 또 한역불전(漢譯佛典)의 총목록인 《종리중경목록(綜理衆經目錄)》을 편찬하여 새로이 승단 생활의 의식과 규범을 제정하였다.

### 교학연구의 발달
중국의 불교는 불도징과 도안의 출현으로 불교 사상과 교리를 연구하는 계기가 되었다. 그러나 인도의 불교 사상과 불교 교리를 그대로 중국사람들에게 이해시키기는 어려운 일이었으므로 격의불교(格義佛敎)라고 하는 편의적 방법을 사용하였다. 격의불교는 중국 고유의 사상인 유가 사상과 도가 사상을 빌려 불교 사상을 유추적(類推的)으로 이해하는 방법이다.
도안(道安: 312~385) · 혜원(慧遠: 335~417) · 축법아(竺法雅) · 강법랑(康法朗) 등이 격의불교의 대표자였다. 이들 중 도안(道安)이나 혜원(慧遠)은 격의불교의 한계성을 느껴 그것을 극복하고자 하였으나 완전히 극복하지는 못하였다. 격의불교의 극복은 구마라습(鳩摩羅什: 344~413)이 장안에 들어와 신역경론(新譯經論)을 내놓으면서 종래의 잘못된 해석이 바로잡히면서 비로소 이루어졌다.
당시에 구마라습의 문하생을 중심으로 새로운 불교 연구가 왕성하였다. 그 중에서도 승조(僧肇: 384~414)는 반야(般若)와 공(空)에 관하여 독특한 논문을 발표하고, 도생(道生: ?~434)은 돈오성불(敦悟成佛)과 천제성불(闡提成佛)을 주장하였다.
또한, 구마라습 이후, 인도 불교의 경론이 속속 수입되어서 특히 《반야경》·《법화경》·《화엄경》·《열반경》 등의 대승경전의 연구가 활발하였고, 다시 나아가 경전 상호간의 시간적 전후와 교리적인 심천 · 우열을 논하는 교상판석(敎相判釋)이 이루어졌다. 교상판석은 수나라(隨: 581~618)와 당나라(唐: 618~907) 시대에 중국 불교 특유의 종파들이 성립됨에 있어 그 이론적 기초가 되었다.

### 북조의 폐불

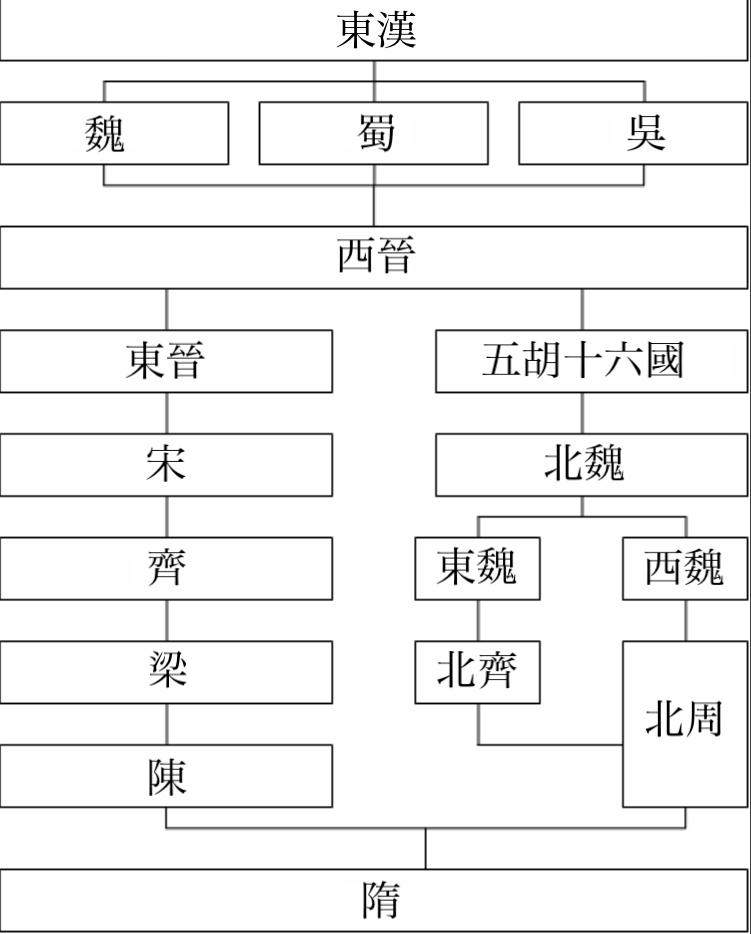
위진 남북조 왕조들의 계통도

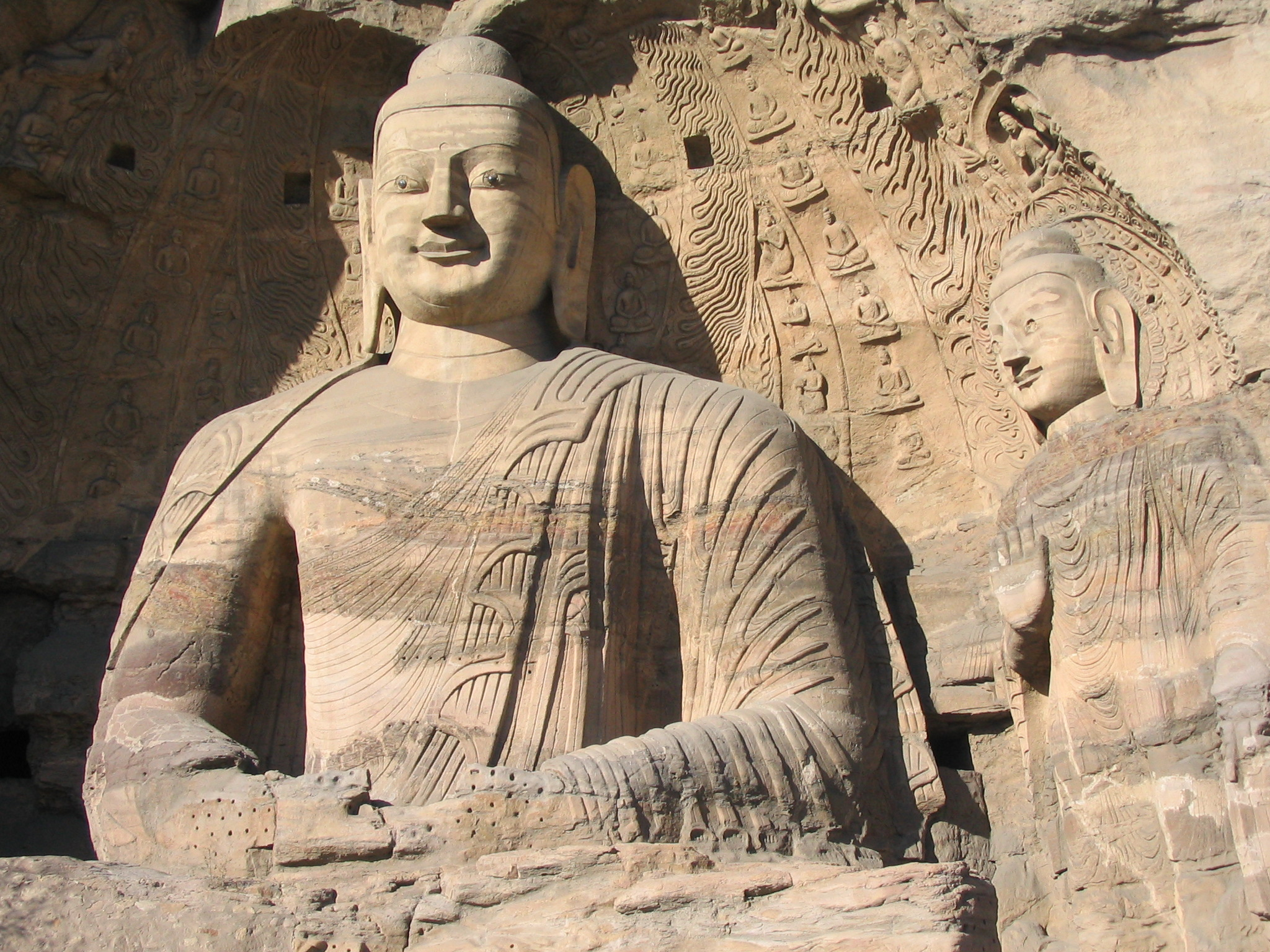
운강석불

폐불(廢佛)은 사원 · 불당 · 불상 · 경서를 파괴하고 승려와 니승(尼僧)을 환속시키며 그들이 소유하고 있는 장원(莊園)과 노비를 국가가 몰수하는 것을 말한다. 중국 불교사에서는 4번의 큰 폐불사건이 있었는데 이를 삼무일종의 폐불이라고 부른다. 이들 중 북위(北魏)의 태무제(재위 423~452)와 북주(北周)의 무제(재위 560~578)의 폐불이 북조에서 일어났다.
폐불을 단행하게 된 이유로서 여러 가지를 들 수 있으나 표면적으로는 유 · 불 · 도 3교, 특히 불교와 도교 양교의 대립항쟁 형태를 취하고 있다. 그러나 이와 같은 대립을 이용하여 그것을 결정적인 단계로까지 이끌어간 것은 역시 정치적 · 경제적 요인이었다. 이러한 의미에서 본다면 당시의 지배자는 폐불을 단행함으로써 스스로의 정치적 위기를 벗어날 수 있었다고 할 수 있다.

### 북위의 석불
북위(北魏) 시대에는 대규모 석굴불상이 만들어졌다. 그 대표적인 것으로는 운강석불(雲崗石佛)과 용문석불(龍門石佛)이 있다.
운강석불은 산시성 다퉁현(大同縣)의 서쪽 20km 지점에 있으며 사문통(沙門統) 담요(曇曜)가 문성제(文成帝)에 상주하여 454년에 건국 이래의 5제(五帝)에 대한 추선(追善)과 참회멸죄(懺悔滅罪)를 기원하여 5굴(五窟)을 열게 된 것으로부터 시작된다. 더욱 큰 것으로 15굴이 만들어져서 이들은 조각사상 운강기(雲崗期)를 형성하게 된다. 둔황석굴(敦煌石窟)의 계통을 이어 받으면서 탁발씨 부족의 웅혼(雄渾)한 솜씨가 넘쳐 흐른다.
용문석불은 뤄양천도(洛陽遷都)와 더불어 그 교외에 있는 이수하반(伊水河畔)의 용문산(龍門山)에서 파서 만든 석불이다. 운강석불과 마찬가지로 선제(先帝)의 추선(追善)을 위하여 만들어진 것으로서 20여 년의 세월과 거액이 투입되었다. 주요한 북위굴(北魏窟)이 14개 남아 있는데 이들이 용문기(龍門期)를 형성하는 것이다. 그 특색으로는 일반적으로 우아 화려하고 서방(西方)적인 냄새가 희박해지며 중국 고유의 것이 나타나 있다.
운강석불과 용문석불 외에 공현(鞏縣) · 천룡산(天龍山) · 향당산(響堂山) 등의 석굴도 북위시대의 것이다.

### 육조시대의 불교

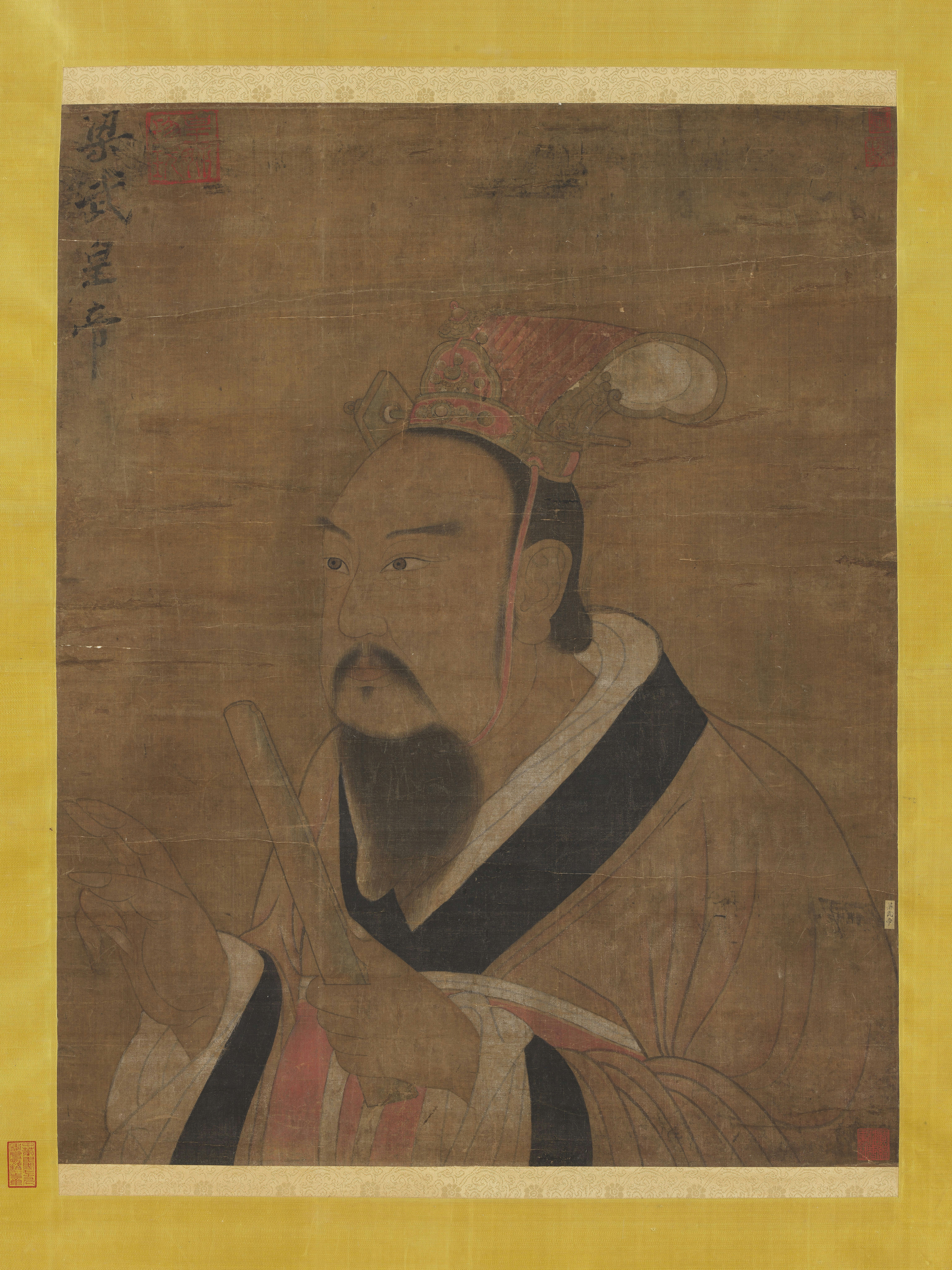
양(梁) 무제(武帝: 재위 502~549)

육조 시대(六朝時代)는 강남의 건업에 도읍을 두었던 여섯 왕조, 즉 삼국 시대의 오(吳), 동진(東晋), 남조(南朝)의 송(宋) · 제(齊) · 양(梁) · 진(陳)의 시대를 말한다. "육조"라는 낱말은 강남 땅에서 번영한 귀족정치 · 귀족문화라는 공통성에 착안한 문화사적인 명칭이다.
육조불교의 특색은 육조문화의 일반적인 특색과 마찬가지로 귀족적 · 고답적 · 학술적이었으므로 북조(北朝)의 국가적 · 주술적 · 실천적인 불교와는 뚜렷한 대조를 이루고 있다. 남조에는 족벌귀족이 광대한 장원을 소유하고 제왕 이상의 권세를 누리고 있었다. 그들은 높은 고전적 교양을 몸에 지니고 현학(玄學)을 숭상하며 청담(淸淡)을 즐겼다. 불교도 이들에게는 방외(方外: 속세를 벗어난 곳)와 은일(隱逸)의 가르침인 것으로 받아들여져서 《유마경》과 《반야경》 등이 애호되었다. 격의불교가 성행된 것도 이때였다. 여산(廬山)의 혜원(慧遠)이 사문(沙門)은 방외(方外)의 손님이으로 세속적 정치권력의 지배를 받지 않는다고 주장하게 된 것은 그 자신이 동진의 귀족사회에 몸을 담고 있었기 때문이었다.
육조시대의 불교는 전반적으로 지배자들의 보호를 받아 정치에 참여하는 자도 나타나게 되었다. 북조에 있었던 폐불도 없었고 왕후귀족에 의하여 웅대한 사원이 건립되어서 불교의 연구시대라고 칭할 만큼 경론의 연구와 강설이 활발하였다. 제의 태자 문혜(文惠)와 동생 숙자량(肅子良)은 열렬한 불교 신자로서 많은 학승(學僧)을 스승과 벗으로 삼아 강석과 법회를 설치하고 불교서의 편찬사업 등을 행하였다. 양의 무제(武帝: 재위 502~549)는 남조의 여러 제왕 중에서도 뛰어난 교양을 갖고 있어서 불교의 교리에도 정통하였다. 그는 스스로 《단주육문(斷酒肉文)》을 저술하고 대사원을 건립하였으며, 무차대회(無遮大會)와 같은 대법회를 10여 차례나 열었다. 그는 중국 선종의 시조인 보리달마와 관련된 전설에서도 언급되고 있다.
육조시대에는 인도와 서역으로부터 속속 역경승이 들어와 중국승과의 협력하에 많은 중요한 경론을 번역하였다. 불타발타라(佛陀跋陀羅) · 강량야사(畺良耶舍) · 구나발타라(求那跋陀羅) · 진제(眞諦) 등의 외국승과 법현(法顯) 등의 중국승이 활약하였다. 또한 양나라 시대는 승황(僧晃) · 법운(法雲) · 지장(智藏)의 3대법사가 출현하였고 또 불교사가로서 유명한 승우(僧祐)가 나와서 《출삼장기집(出三藏記集)》과 《홍명집》 등의 많은 저작을 남겼다. 《고승전》을 지은 혜교(慧皎)도 빠뜨릴 수 없는 인물이다.

## 수·당 시대

구법여행을 떠나는 현장(玄奘: 602~664)

### 수·당시대의 불교
수 · 당시대의 불교는 중국불교융성의 정점에 위치한다. 수 · 당시대는 중국불교가 새로운 전개를 보이게 된 시대였다. 남북의 분열을 통일한 수나라(隋: 581~618), 그 뒤를 이은 당나라(唐: 618~907)는 세계사적으로도 유례가 없는 번영을 이룩하였는데 이러한 통일국가 시대가 새로운 불교를 요청하게 되었다. 이리하여 새로운 종파들, 즉 특정 경전에 입각한 경종(經宗)들과 특정 논서에 논종(論宗)들이 형성되었으며 중국인 자신에 의한 불교의 체계화 · 조직화가 진행되었다.
수 · 당 이전에도 비담종 · 섭론종 · 성실종 · 지론종 · 열반종 · 삼론종 등의 종(宗)으로 일컬어지는 것이 존재하였으나 이들은 엄밀한 의미에서 학파(學派)라고 불러야 할 것으로 뒤의 종파와는 다른 것이었다. 학파로부터 종파로의 발전을 촉진한 계기가 된 것은 사원경제의 독립과 교판(敎判)의 확립이다.
수나라 시대에는 지의(538~597)가 《법화경》을 최고의 경전으로 하는 독자의 교판을 확립하여 천태종을 성립시킴으로써, 엄밀한 의미의 종파가 최초로 만들어졌다. 당나라 시대에 들어와서는 법장(643~712)이 《화엄경》을 중심으로 불교를 체계화하여 사사무애 · 중중무진의 화엄교리를 완성했다. 또한 도선(596~667)은 계율을 연구하여 율종을 창시하였고 현장(602~664)과 규기(632~682)가 인도의 새로운 유가유식설을 기초로 하여 법상종을 열었다. 아울러 선무외(637~735) · 금강지(671~741) · 불공(705~774) 등을 통해 인도로부터 밀교가 들어와 융성하였다.
천태종과 화엄종이 수 · 당불교의 사상적 절정을 이룬 한편, 선종과 정토교는 이들이 미친 영향으로 보면 불교의 중국화와 민중화에 커다란 역할을 하였다. 선종은 3조 승찬(?~606)과 4조 도신(580~651)을 거쳐 5조 홍인(601~674)의 때에 이르러 승려들과 재가신자가 급증하였고 6조 혜능(638~713)은 그때까지 없었던 도시에 대한 포교를 중시하였다. 혜능의 계통은 남종이라고 불리고 신수(?~706)의 계통은 북종이라 불리는데, 선종은 이 두 파로 갈라진 채 각기 구분되는 교의 및 실천 체계를 유지하였으나 얼마 뒤에 북종은 쇠퇴하고 말았다. 정토교는 담란(476~542) 이후 도작(562~645)과 선도(613~681)가 나와 구칭염불을 보급하여 무식한 민중들의 환영을 받아 많은 신자를 획득하였다. 845년(회창 5년)의 폐불과 연속된 전란으로 말미암아 불교는 심각한 타격을 받게 되었으나 불립문자를 표방한 선종과 민중의 마음속 깊이 파고든 정토교는 쇠퇴하기는커녕 오히려 그 세력을 더하여갔다.

### 말법사상과 정토교

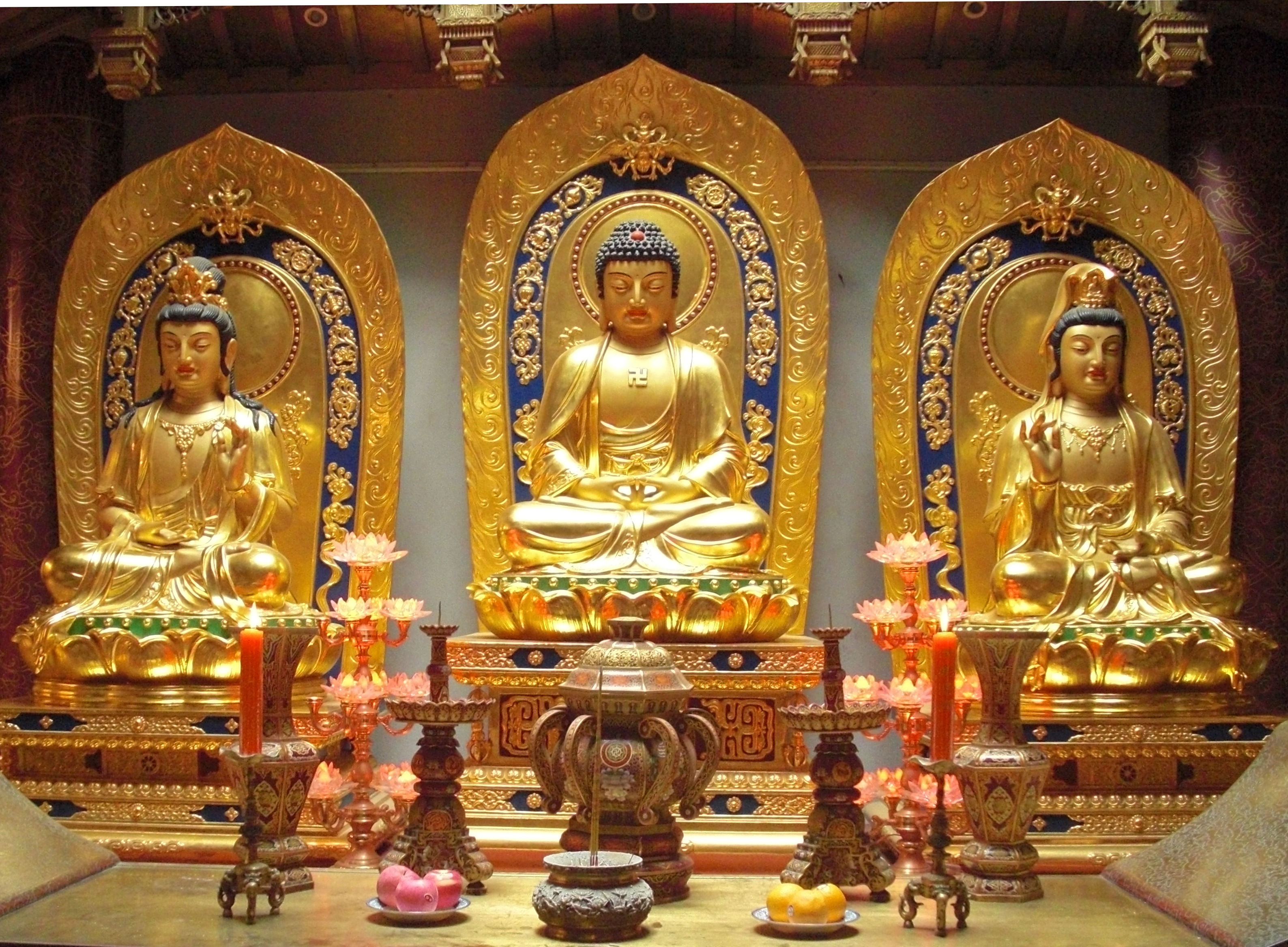
정토교의 주된 신앙 대상인 아미타불과 아미타불의 수행(隨行) 보살인 관세음보살(오른쪽)과 대세지보살(왼쪽)

말법사상(末法思想)은 6세기경부터 중국에서 성행된 사상으로 불교의 시대관 · 역사관을 나타낸다. 말법사상에 따르면, 정법시(正法時) · 상법시(像法時) · 말법시(末法時)의 3시가 존재하는데, 정법시(正法時)에는 정법이 엄존하여 교(敎) · 행(行) · 증(證) 모두가 빠짐 없이 갖추어져 있으나 상법시(像法時)에 들어오면 증이 없어지고 교와 행만이 있게 되며 다시 말법시(末法時)에 이르게 되면 행과 증은 없어지고 오직 교의 껍데기만 남게 된다고 한다. 이러한 3시사상 외에 오탁(五濁)으로 가득 찬 죄악의 세상이라는 오탁악세(五濁惡世)의 사상과 말법시 후에는 교도 없는 시대가 온다는 법멸사상(法滅思想)도 말법사상을 뒷받침하고 있다. 정법시 · 상법시 · 말법시의 3시의 기간에 대해서는 경전마다 다르나 정법 500년, 상법 1000년, 말법은 1만년으로 보는 것이 보통이다. 이에 의하면 고타마 붓다의 멸후 1500년이 지나면 말법의 시대에 들어가게 되는 것으로 이때가 552년경에 해당된다고 한다. 552년은 양(梁) 원제의 성승 1년이었으며 또한 북제(北齊) 문선제의 천보 3년이었다.
남북조시대(420~589)에 말법사상과 법멸사상이 일어나게 된 것은 말법사상을 고취한 《대집월장경(大集月藏經)》 등의 경전이 이때에 번역된 것과 불교 교단의 타락과 부패 그리고 전국적인 폐불운동 등이 불교인들에게 위기감을 안겨주었다는 것 등의 이유에서였다. 이러한 말법 도래의 사상을 굳게 믿고 있었던 사람들은 이러한 시대에 알맞은 불교를 창도할 필요가 있다고 생각했다. 이렇게 해서 성립된 종파가 수나라(581~618)와 당나라(618~907) 시대의 도작(562~645) · 선도(613~681)의 정토교와 신행(540~594)의 삼계교였다.
도작(562~645)은 "지금이 말법이로다. 바야흐로 오탁악세에 이르렀으니 오직 정토교 일문(一門)만이 있어 들어가야 할 길이로다"라고 설파하고 창명염불이라는 누구나 할 수 있는 쉬운 방법이야말로 말법시대에 어울리며 이 방법만이 현실사회에서 유효한 불교적 실천이라고 주장하였다. 이러한 불교적 실천을 전수염불(專修念佛)이라고 한다. 도작과 같은 시대의 신행(540~594)도 말법사상과 오탁악세의 죄악관에 입각하여 지금 필요한 것은 경전을 연구하고 강술하며 그 우열을 가리는 일이 아니라 현실적으로 불교를 실천하여 체득할 수 있는 길을 가르쳐주는 일이라 하여, 말법시대에 적합한 방법은 비판선택을 가하지 않고 겸허한 자세로 오로지 모든 경전을 받아들이고 모든 부처를 예배하는 일이라고 하였다. 이러한 불교적 실천을 보경보행(普敬普行)이라고 한다. 전수염불과 보경보행은 실천방법으로서는 정반대이나 현세가 말법시라는 강렬한 시대적 인식 속에서 발생된 것이라는 점에서는 양자 모두 말법사상의 불교이다.

### 선종의 발달
인도에서 기원한 선(禪)이라는 종교적 실천은 중국에 전해져서 새로운 발전을 이룩함으로써 중국 불교의 유력한 종파 중 하나가 되어, 당나라 시대에 선종이라고 하는 호칭이 생겼다. 선종은 그 이전에는 여러 가지 명칭으로 가졌던 것으로 전해지고 있다.
선종의 첫 조사(祖師)라고 하는 보리달마는 2입4행설에 입각한 좌선을 권장하였다. 선종은 그 후에 2조 혜가(慧可), 3조 승찬(僧璨), 4조 도신(道信), 5조 홍인(弘忍)에게 전해져서 도신과 홍인의 시대에는 그 실천과 행사에 참여하는 신도수가 500명에 이르렀다.
당나라 시대 초기에는 신수(神秀)의 북종선과 혜능(慧能)의 남종선이 대립하여 분열되었다. 북종선은 점오(漸悟)를, 남종선은 돈오를 표방하였다. 혜능은 선종의 6조가 되었으며 문하에 회양(懷讓) · 행사(行思) · 신회(神會) 등이 있었고 강서와 호남을 중심으로 교세를 확장하였다.
초기에는 북종선이 성했으나 빨리 쇠퇴하였고 초기 이후에는 남종선이 유력해져 남종선 계통이 중국 선종의 주류를 차지하게 되었다. 남종선 계열의 백장(百丈)은 선원에 있어서의 집단생활의 규범이 되는 청규(淸規)를 만들었다. 남종선에서는 5대에 걸쳐서 위산종 · 임제종 · 조동동 · 운문종 · 법안종의 선종 5가(五家)가 성립되었으며, 선종은 정토교와 함께 송나라 시대 이후의 중국 불교의 주류를 이루었다.

### 밀교의 발달
밀교(密敎)는 현교(顯敎)와 대비되는 낱말로 불교의 비밀하고 심오한 교리를 뜻한다. 인도의 전설에 의하면 인도의 밀교는 대일여래(大日如來)로부터 금강살타 · 용수(龍樹) · 용지(龍智)를 거쳐 금강지(金剛智)와 선무외(善無畏)에게 전해졌다고 한다.
밀교가 중국에 전래된 것은 오래전에 동진시대(東晋時代: 317~419)의 전반에 백시리밀다라(帛尸梨密多羅)와 담무란(曇無蘭)에 의하여 《대관정신주경(大灌頂神呪經)》, 《시기병경(時氣病經)》, 《청우주경(請雨呪經)》 등의 많은 밀교 경전이 번역된 것으로부터 시작된다. 이들 경전은 병을 고치고 비를 오게 하는 주문이나 여러 천신들의 위엄과 덕을 찬미하는 주문 등이 주를 이루는데, 이들을 잡밀(雜密)이라고 불렀다. 이것은 주술적인 면이 지나치게 강조되어서 순수한 밀교라고는 말할 수 없으나 진언다라니(眞言陀羅尼)나 그 밀법(密法)은 중국사회에 깊이 침투해 들어갔다.
이와 같은 기반 위에 선무외(善無畏: 637~735) · 금강지(金剛智: 671~741) · 불공(不空: 705~774)의 소위 개원(開元)의 3대사(三大士)에 의하여 밀교의 교리 · 의식궤범 · 만다라(曼茶羅) 등이 조직되고 체계화되었다. 이들이 전한 밀교는 《대일경(大日經)》이나 《금강정경(金剛頂經)》 등에 기초를 둔 인도의 정통밀교(正統密敎)였다. 이들의 밀교를 순밀(純密)이라고 불렀다.

## 근대
19세기에는 서구 열강의 진출과 함께 서양의 종교분류학도 같이 소개되어 이를 기조로 하는 불교의 개혁이 시작되었다. 양문회 거사는 유럽 등의 명사들과도 친교를 가졌다. 1949년 중화인민공화국 수립 이후 시작된 종교 통제는 문화대혁명때 절정에 달해 중국 불교계는 일대 타격을 입었다. 이후 덩샤오핑의 개혁개방, 중일 수교 이후 일본 불교계와의 교류가 늘어나 중국 불교계는 조금씩 회복되는 추세이다.

## 같이 보기
- 중국의 사상
- 한·당 시대의 사상
- 송·명 시대의 사상
- 불교 사상
- 중국 불교의 종파 목록
- 일본의 불교
- 한국의 불교

## 참고 문헌
- 이 문서에는 다음커뮤니케이션(현 카카오)에서 GFDL 또는 CC-SA 라이선스로 배포한 글로벌 세계대백과사전의 내용을 기초로 작성된 글이 포함되어 있습니다.